# مارغريت بيلينغهام
مارغريت بيلينغهام (بالإنجليزية: Margaret Billingham)‏ هي عالمة أمراض تنزانية، ولدت في 20 سبتمبر 1930 في تنجا في تنزانيا، وتوفيت في 14 يوليو 2009 بسبب سرطان الكلية.